# 立川談笑
立川 談笑（たてかわ だんしょう）は江戸・東京の落語の名跡。当代は六代目と名乗っている。当代以前に談笑は四人ほどおり、談生を入れて六人前後確認されている。
歴代
- 初代立川談笑（? - 文化7年12月27日（1811年1月21日））本名∶足袋屋 庄八。式亭三馬の後ろ盾で烏亭焉馬の門下になり三馬命名で立川談笑を名乗る。寄席の進出は1805年から。享年未詳。港区芝の正伝寺に墓石が存在する。
- 二代目立川談笑 - 後∶二代目菅良助
- 三代目立川談笑 - 後∶三代目立川談志
- 四代目立川談笑 - 後∶三代目古今亭志ん生
- 立川談生 - （生没年不詳）四代目立川談志の門人、明治10年代から20年代に存在。もり蕎麦を一度に40枚食べたと伝わり通称「そば食いの談生」という。
- 初代立川談生 - 現∶鈴々舎馬桜
- 二代目立川談生 - 廃業
- 三代目立川談生 - 廃業
- 六代目立川談笑 - 本記事で詳述

六代目 立川 談笑（たてかわ だんしょう、1965年9月23日 - ）は落語立川流所属の落語家である。東京都江東区北砂出身。本名∶小田桐 英裕。出囃子は『野球拳』『佃』。

## 経歴
海城高等学校を経て早稲田大学法学部卒業後、司法試験の勉強をしていたが方向転換。「らくごin六本木」で強烈な印象を残した立川藤志楼（高田文夫）に入門しようとするが「落語の弟子はとらない」と断られる。だが、藤志楼に、藤志楼の師匠にあたる立川談志への入門を示唆され1993年2月に七代目立川談志に入門、立川談生（だんしょう）を名乗る。
1996年7月、二ツ目昇進。2003年に六代目立川談笑を襲名。
2005年、真打昇進。2006年に国立演芸場の六月上席（1～10日）に出演。1983年の落語協会脱会以後、立川流としては初定席。
2015年に平成26年度彩の国落語大賞を受賞する。
2021年5月末に甲状腺乳頭がんの手術を受ける。

## 芸歴
- 1993年2月∶七代目立川談志に入門、談生を名乗る。
- 1996年7月∶二ツ目昇進。
- 2003年∶六代目立川談笑を襲名。
- 2005年∶真打昇進。

## 人物
身長182cm。基本は古典落語だがアレンジ色が強い。
極度の怖がりで『ザ☆ネットスター!』ではちょっとしたことでビックリしてしまい、イスから転げ落ちたりしている。
2008年時点におけるネット歴は「パソ通も入れていいならネット歴20年」との事。

## 得意演目
古典落語を、ブラックジョークを交えながら改作し演じることが多い。
- 「金明竹」 - 津軽弁バージョン[4][5]

大きく改作した上で、演題も変更することがある。
- 「シャブ浜」（←「芝浜」）
- 「イラサリマケー」（←「居酒屋」）
- 「ジーンズ屋ようこたん」（←「紺屋高尾」）
- 「シシカバブ問答」（←こんにゃく問答）
- 「薄型テレビ算」（←「壺算」）
- 「叙々苑」（←「百川」）

## 弟子
真打
- 立川吉笑

二ツ目
- 立川笑二
- 立川談洲
- 立川笑えもん
- 立川笑王丸

廃業
- 立川笑吾
- 立川笑笑
- 立川笑坊
- 立川笑ん
- 立川錦笑

## 出演
- 爆笑オンエアバトル（NHK）

戦績0勝2敗 最高193KB
- おはよう!ナイスデイ（フジテレビ） - リポーター

本名の小田桐英裕名義で出演。
- 情報プレゼンター とくダネ!（フジテレビ） - プレゼンター

前番組同様本名で出演していたが、真打昇進を機に高座名での出演に変更。2018年2月まで。
- 唐沢俊一のポケット（TBSラジオ、2006年10月27日）
- ザ☆ネットスター!（NHK-BS2） - 司会
- 金曜バラエティー（NHK）
- 笑・神・降・臨（NHK、2011年9月22日）

「薄型テレビ算」「蝦蟇の油」を口演。
- お台場寄席DOUGA（フジテレビ無料動画サイト「見参楽」）

「時そば」「金明竹」を口演。
- らくらくゴーゴー!（日テレプラス、2012年3月4日）
- 落語千金 ～ お金を学ぶ落語の時間 ～（TOKYO FM、FM OH!）-司会
- 初笑い東西寄席2016（NHK、2016年1月3日）「時そば」を口演。
- 語落（2020年6月6日、フジテレビ）「薄型テレビ算」
- 中村勘九郎 中村七之助 中村鶴松 華の新春KABUKI 2022（2022年1月1日、BSフジ）
- そこまで言って委員会NP（2022年3月13日、読売テレビ）- コロナ療養中の立川志らくの代役。
- ウラ飯や！（2022年4月9日、テレビ朝日）
- Changeの瞬間 〜がんサバイバーストーリー〜（2022年5月22日・29日、朝日放送ラジオ）[6]
- きょうの料理「ちょいと呑(の)みたくなっちゃうね!」 （2023年9月15日、NHKEテレ）
- 『イワクラと吉住の番組　昇格SP』 - ゲスト（2023年9月15日、テレビ朝日）「ちいかわ」ファンとしてせいや・内海崇と共に登場。

## CD
- 『ラクダ、ぼげゲェ』（2006年7月、夢空間）

収録演目：「河内山宗俊」「シシカバブ問答」「金明竹」「時そば」 ※CD2枚組。
- 『薄型テレビ70%off』（2008年1月、夢空間）

収録演目：「ジーンズ屋ようこたん」「堀の内」「薄型テレビ算」「猿のゆめ」 ※CD2枚組。
- 『イラサリマケー』（2009年10月、夢空間）

収録演目：「猫と金魚」「愛宕山」「イラサリマケー」「粗忽だらけ長屋」「居残り佐平次」 ※CD2枚組。
- 『福建より愛をこめて』（2011年8月、夢空間）

収録演目：「鼠穴・改」「叙々苑」「看板のピン」「片棒・改」 ※CD2枚組。

## 著書
- 『超（スーパー）落語! 立川談笑落語全集』（アスペクト、2006年9月） ISBN 978-4757213043
- 『令和版 現代落語論　〜私を落語に連れてって〜』（ひろのぶと株式会社、2023年10月） ISBN 978-4801492639